# René-Auguste Caillié
René-Auguste Caillié (ur. 19 listopada 1799 roku w Mauzé-sur-le-Mignon, w departamencie Deux-Sèvres, zm. 17 maja 1838 roku w La Gripperie-Saint-Symphorien, w departamencie Charente-Maritime) – francuski podróżnik i odkrywca, badacz Afryki Zachodniej.
Jako że pochodził z ubogiej rodziny, zdobył jedynie podstawowe wykształcenie. Jego ojciec, skromny piekarz, został postawiony przed sądem i skazany za pospolite oszustwo, co odbiło się na losach całej rodziny. Jednak dzięki wstawiennictwu swego nauczyciela geografii młodociany René uzyskał dostęp do map Afryki, na których wnętrze Czarnego Lądu było wciąż jeszcze białą plamą.
W roku 1816 siedemnastoletni René uciekł z domu i dotarł do portu Rochefort, gdzie zaciągnął się jako chłopiec okrętowy na statek udający się do Afryki Zachodniej. W Senegalu zszedł na ląd i dołączył do brytyjskiej ekspedycji, która – pod wodzą majora Graya – wyruszała na poszukiwanie śladów znanego podróżnika Mungo Parka, zaginionego dziesięć lat wcześniej nad rzeką Niger. Podczas swojej pierwszej afrykańskiej wyprawy Caillié wędrował wzdłuż rzeki Senegal; nabawił się gorączki tropikalnej i zmuszony był powrócić do Francji.
Przez następne siedem lat spędzonych w ojczyźnie pracował ciężko i uczył się języka arabskiego, przekonany, że jedynie udając krajowca, będzie w stanie dotrzeć w głąb afrykańskiego kontynentu. W roku 1824 wrócił do Senegalu, skąd podjął wyprawę w głąb Mauretanii, gdzie zamieszkał wśród koczowniczego plemienia Brakna. Gościnni nomadowie nauczyli go lokalnego dialektu i wprowadzili w tajniki islamu.
W 1825 roku – gdy francuskie władze kolonialne w Senegalu odmówiły udziału w finansowaniu wyprawy w górę Nigru, której celem miało być odnalezienie tajemniczego miasta Timbuktu – udał się do kolonii brytyjskiej Sierra Leone, gdzie znalazł zatrudnienie na plantacji indygowca. Wkrótce, dowiedziawszy się, że francuskie Towarzystwo Geograficzne w Paryżu wyznaczyło nagrodę w wysokości 10 tysięcy franków dla śmiałka, który dotrze do Timbuktu i powróci do Europy z opisem legendarnej stolicy pustyni, podjął ryzykowną ekspedycję.
Wyruszył z Konakry w głąb lądu, podróżując wzdłuż krawędzi pustyń do pasma wzgórz Fouta Djallon, gdzie natknął się na górny bieg Senegalu. W sierpniu roku 1827 dotarł do miejscowości Tiémé, gdzie na kilka miesięcy zmógł go atak szkorbutu. W styczniu następnego roku ponownie podjął marsz i dotarł do doliny Nigru w okolicach wioski Kouroussa. Udając egipskiego podróżnika wracającego z Europy do domu, dotarł 20 kwietnia 1828 roku – na pokładzie wielkiej łodzi handlowej – do Kabary, portowego przedmieścia Timbuktu.
Widok Timbuktu, miasta, które Leo Africanus opisywał w XVI wieku jako bajecznie bogatą metropolię, rozczarował Cailliégo swym ubóstwem. Podróżnik spędził tam zaledwie kilka tygodni, dowiadując się przy okazji, że przed nim przebywał w tym miejscu szkocki podróżnik Alexander Gordon Laing, zamordowany przez własnych przewodników niedaleko Timbuktu. 4 maja 1828 roku Caillié opuścił miasto, by wraz z karawaną niewolniczą dotrzeć przez Saharę do Tangeru, a stamtąd do Francji.
Caillié otrzymał nagrodę Towarzystwa Geograficznego, a wkrótce także order Legii Honorowej z roczną pensją w wysokości 6000 franków. Gruźlica, której nabawił się w Afryce, spowodowała jego przedwczesną śmierć w roku 1838. Wielu badaczy – zwłaszcza brytyjskich – powątpiewało w jego informacje na temat Timbuktu. Rozwiał te wątpliwości dopiero niemiecki podróżnik Heinrich Barth, który w roku 1850 w pełni potwierdził relację Cailliégo.